# 倫卡鄉 (特列奧爾曼縣)
43°51′N 24°46′E / 43.850°N 24.767°E
倫卡鄉（羅馬尼亞語：Comuna Lunca, Teleorman），是羅馬尼亞的鄉份，位於該國南部，由特列奧爾曼縣負責管轄，面積28平方公里，海拔高度34米，2007年人口3,552，人口密度每平方公里125人。